# Auchy-lès-Hesdin
Auchy-lès-Hesdin – miejscowość i gmina we Francji, w regionie Hauts-de-France, w departamencie Pas-de-Calais.
Według danych na rok 1990 gminę zamieszkiwało 1720 osób, a gęstość zaludnienia wynosiła 179 osób/km² (wśród 1549 gmin regionu Nord-Pas-de-Calais Auchy-lès-Hesdin plasuje się na 401. miejscu pod względem liczby ludności, natomiast pod względem powierzchni na miejscu 344.).